# Открытый чемпионат Китая по теннису 2015
Открытый чемпионат Китая по теннису 2015 года — профессиональный теннисный турнир, проводимый в китайском городе Пекин на открытых кортах с хардовым покрытием.
Мужской турнир проводится в 17-й раз, имея в этом году категорию ATP 500; женское же соревнование проводится в 19-й раз и принадлежит к серии WTA Premier Mandatory. Соревнования прошли с 5 по 11 октября 2015 года.
Прошлогодние победители:
- мужской одиночный разряд —  Новак Джокович
- женский одиночный разряд —  Мария Шарапова
- мужской парный разряд —  Жан-Жюльен Ройер /  Хория Текэу
- женский парный разряд —  Андреа Главачкова /  Пэн Шуай

## Общая информация
Мужской одиночный турнир собрал пять представителей топ-10 мирового рейтинга. Первым номером посева стал лидер мировой классификации и пятикратный чемпион турнира (в том числе и последних трёх розыгрышей) Новак Джокович. Его соперниками из первой десятки были: второй номер посева и чемпион турнира в Пекине в 2011 году Томаш Бердых (№ 5 в мире), третий номер посева и чемпион 2005 года Рафаэль Надаль (№ 7 в мире), четвёртый номер посева и финалист турнира в 2010 году Давид Феррер (№ 8 посева) и самый молодой в этой компании под пятым номером посева Милош Раонич (№ 9 в мире). Первыми из них турнир покинули Бердых и Раонич уже на самом старте турнира. Феррер в полуфинале сразился с Джоковичем и не смог оказать сопротивление фавориту турнира. В итоге в финале встретились Новак Джокович и Рафаэль Надаль. Они уже играли в финале Пекина в 2013 году и тогда победу одержал сербский теннисист. Джокович смог выиграть главный приз и в этом году, став шестикратным чемпионом турнира. В основном турнире принял участие один представитель России Теймураз Габашвили, который уступил уже в первом раунде.
В мужском парном разряде первые номера посева и прошлогодние чемпионы Жан-Жюльен Ройер и Хория Текэу остановились в шаге от выхода в финал, уступив в 1/2 финала Вашеку Поспишилу и Джеку Соку. В финале этот несеянный дуэт смог обыграть четвёртых номеров посева Даниэля Нестора и Эдуара Роже-Васслена. Канадский теннисист Поспишил второй год подряд играет в решающем матче, но в прошлом году в альянсе с Жюльеном Беннето он не смог выиграть главный приз.
Женский одиночный турнир собрал семь теннисисток из первой десятки. Среди тех, кто не смог приехать были лидер мировой классификации Серена Уильямс, которая решила досрочно завершить сезон и прошлогодняя победительница турнира Мария Шарапова, которая снялась из-за травмы левого предплечья. В их отсутствии первым номером посева была вторая ракетка мира Симона Халеп. Румынская теннисистка была вынуждена досрочно завершить матч первого раунда против Лары Арруабаррены и покинула турнир. Также в первом раунде выбыла и второй номер посева Петра Квитова (№ 4 в мире). Третьим номером посева была недавняя победительница Открытого чемпионата США Флавия Пеннетта (№ 6 в мире). Итальянка прошла чуть дальше до третьего раунда, где проиграла россиянке Анастасии Павлюченковой. Следующие по статусу фаворитки № 4 посева Агнешка Радваньская и № 5 Гарбинье Мугуруса встретились с друг другом в полуфинале и сильнее оказалась испанская теннисистка. В финале Мугуруса встретилась с № 12 посева Тимеей Бачински и смогла обыграть её в двух сетах, завоевав престижный трофей. Она стала первой представительницей Испании, победившей в Пекине в одиночном женском разряде. Мугуруса впервые выиграла турнир статуса Премьер. В основном турнире принимали участие три россиянки и лучшей из них Анастасии Павлюченковой удалось дойти до четвертьфинала.
Парный приз у женщин достался главным фаворитам дуэту Саня Мирза и Мартина Хингис. В финале они в упорной борьбе обыграли шестых номеров посева Чжань Хаоцин и Чжань Юнжань. Мирза во второй выиграла соревнования в Пекине. До этого она победила в 2013 году в альянсе с Карой Блэк. Прошлогодние чемпионки Андреа Главачкова и Пэн Шуай не защищали свой титул, однако Главачкова выступала на турнире в паре с Луцией Градецкой в качестве восьмых номеров посева и их пара доиграла до четвертьфинала.

## Соревнования

### Мужчины одиночки
Новак Джокович обыграл  Рафаэля Надаля со счётом 6-2, 6-2.
- Джокович выигрывает 8-й одиночный титул в сезоне и 56-й за карьеру в основном туре ассоциации.
- Надаль сыграл 5-й одиночный финал в сезоне и 97-й за карьеру в основном туре ассоциации.

### Женщины одиночки
Гарбинье Мугуруса обыграла  Тимею Бачински со счётом 7-5, 6-4.
- Мугуруса выигрывает 1-й одиночный титул в сезоне и 2-й за карьеру в основном туре ассоциации.
- Бачински сыграла 4-й одиночный финал в сезоне и 6-й за карьеру в основном туре ассоциации.

### Мужчины пары
Вашек Поспишил /  Джек Сок обыграли  Даниэля Нестора /  Эдуара Роже-Васслена со счётом 3-6 6-3 [10-6].
- Поспишил выигрывает 2-й парный титул в сезоне и 5-й за карьеру в основном туре ассоциации.
- Сок выигрывает 2-й парный титул в сезоне и 5-й за карьеру в основном туре ассоциации.

### Женщины пары
Саня Мирза /  Мартина Хингис обыграли  Чжань Хаоцин /  Чжань Юнжань со счётом 6-7(9), 6-1, [10-8].
- Мирза выигрывает 9-й парный титул в сезоне и 31-й за карьеру в основном туре ассоциации.
- Хингис выигрывает 9-й парный титул в сезоне и 49-й за карьеру в основном туре ассоциации.